# 캔터베리

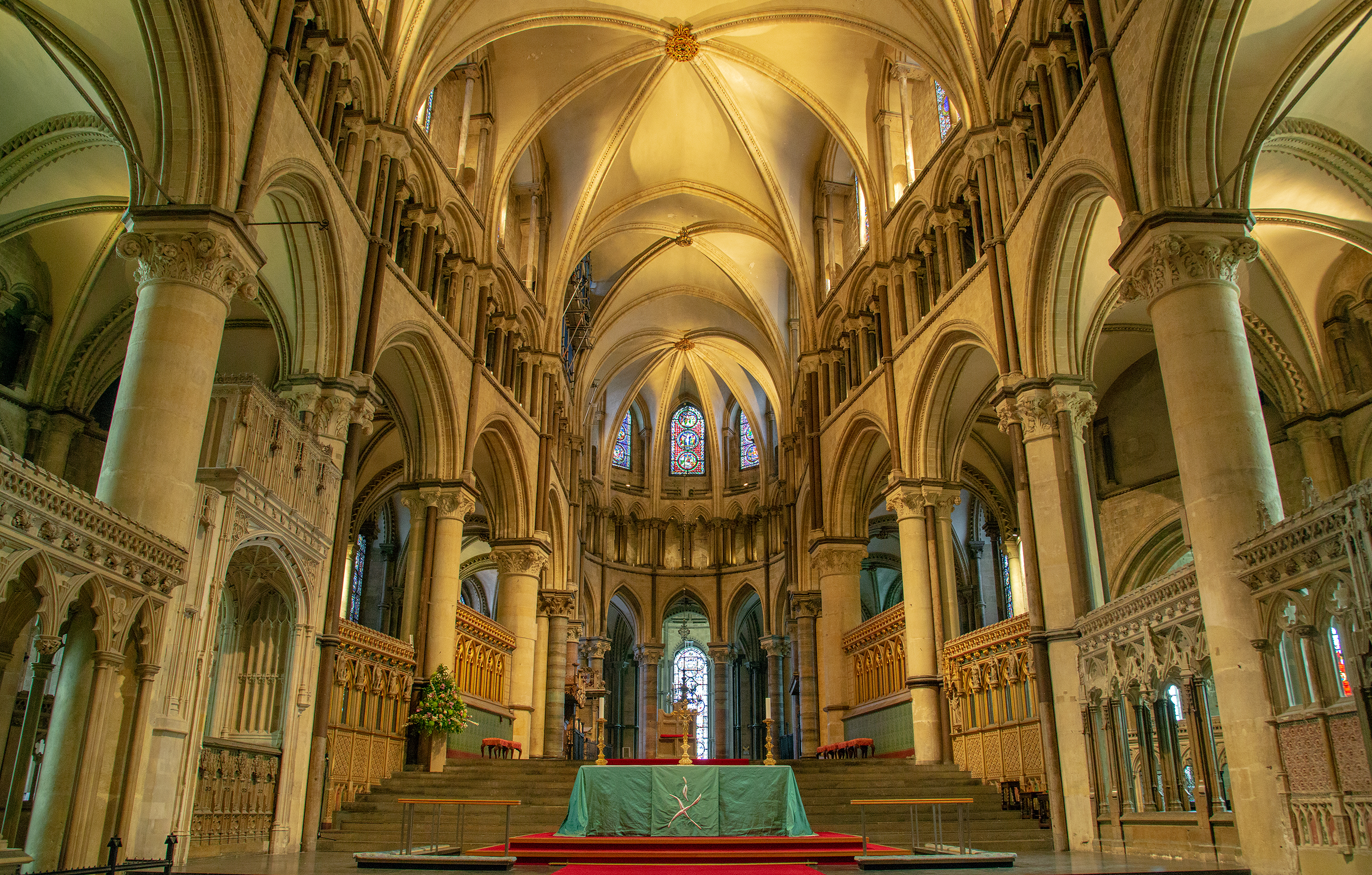
cantebury

캔터베리(영어: Canterbury, 고대 영어: Cantwaraburg 칸트와라부르흐)는 영국의 도시로 잉글랜드 남동부의 켄트주 동쪽에 자리하고 있다. 
런던에서 남동쪽으로 약 85Km 떨어진 곳에 위치한 도시로, 도버로 가는 길에 위치해 있어 앵글로색슨 시대 때 켄트 왕국의 수도였다. 
캔터베리는 영국 성공회(캔터베리 대주교)의 중심지이자 유네스코 세계문화유산인 캔터베리 대성당(Canterbury Cathedral)이 위치하고 있다.
로마인들에게는 켄트 왕국을 가톨릭으로 개종시키기 위해서 꼭 필요한 도시였으며, 그때 로마 가톨릭에서 파견된 성 아우구스티누스가 켄트 왕 애델베르흐트를 개종시키는데 성공한 뒤 세운 성당이 캔터베리 대성당의 기원이다. 1070년 최초의 노르만족 대주교인 란프랑크에 의해서 현재의 캔터베리 대성당이 세워졌다. 캔터베리를 말할 때 절대 빼놓을 수 없는 이야기 중 하나가 바로 영국 최초의 시인 제프리 초서가 저술한 운문 설화집인 〈캔터베리 이야기〉이다. 이 책은 런던에서 토머스 베킷의 무덤까지 찾아가는 사람들이 여관에서 익살맞게 주고 받는 23가지 이야기를 써 내려간 초기 영국문학 중 가장 훌륭한 글로 평가받고 있다. 제프리는 1387년 집필을 시작해 1400년까지 썼지만 그가 사망하게 되면서 〈캔터베리 이야기〉는 지금까지 미완성으로 남아 있다.

## 기후
| Canterbury의 기후        | Canterbury의 기후 | Canterbury의 기후 | Canterbury의 기후 | Canterbury의 기후 | Canterbury의 기후 | Canterbury의 기후 | Canterbury의 기후 | Canterbury의 기후 | Canterbury의 기후 | Canterbury의 기후 | Canterbury의 기후 | Canterbury의 기후 | Canterbury의 기후 |
| 월                       | 1월               | 2월               | 3월               | 4월               | 5월               | 6월               | 7월               | 8월               | 9월               | 10월              | 11월              | 12월              | 연간              |
| ------------------------ | ----------------- | ----------------- | ----------------- | ----------------- | ----------------- | ----------------- | ----------------- | ----------------- | ----------------- | ----------------- | ----------------- | ----------------- | ----------------- |
| 일평균 최고 기온 °C (°F) | 7.6 (45.7)        | 7.8 (46.0)        | 10.7 (51.3)       | 13.4 (56.1)       | 16.8 (62.2)       | 20.0 (68.0)       | 22.8 (73.0)       | 22.8 (73.0)       | 19.4 (66.9)       | 15.3 (59.5)       | 10.9 (51.6)       | 8.1 (46.6)        | 14.7 (58.5)       |
| 일일 평균 기온 °C (°F)   | 4.3 (39.7)        | 4.3 (39.7)        | 6.4 (43.5)        | 8.2 (46.8)        | 11.6 (52.9)       | 14.3 (57.7)       | 16.8 (62.2)       | 16.9 (62.4)       | 14.3 (57.7)       | 10.9 (51.6)       | 7.1 (44.8)        | 5.3 (41.5)        | 10.0 (50.0)       |
| 일평균 최저 기온 °C (°F) | 2.1 (35.8)        | 1.8 (35.2)        | 3.5 (38.3)        | 4.9 (40.8)        | 7.7 (45.9)        | 10.5 (50.9)       | 12.9 (55.2)       | 12.8 (55.0)       | 10.8 (51.4)       | 8.0 (46.4)        | 4.8 (40.6)        | 2.5 (36.5)        | 6.9 (44.4)        |
| 평균 강수량 mm (인치)    | 62.2 (2.45)       | 42.2 (1.66)       | 41.3 (1.63)       | 42.9 (1.69)       | 50.0 (1.97)       | 39.0 (1.54)       | 40.0 (1.57)       | 51.2 (2.02)       | 61.6 (2.43)       | 83.2 (3.28)       | 68.8 (2.71)       | 63.4 (2.50)       | 645.8 (25.43)     |
| 평균 월간 일조시간       | 60.9              | 80.7              | 116.5             | 174.2             | 206.0             | 206.4             | 221.8             | 214.9             | 155.2             | 125.0             | 73.3              | 48.6              | 1,683.3           |
| 출처 1:                  |                   |                   |                   |                   |                   |                   |                   |                   |                   |                   |                   |                   |                   |
| 출처 2:                  |                   |                   |                   |                   |                   |                   |                   |                   |                   |                   |                   |                   |                   |